# Alargamento das Comunidades Europeias de 1973

Alargamento em 1973; novos membros: Dinamarca, Irlanda e Reino Unido em amarelo.

O Alargamento das Comunidades Europeias de 1973 foi o primeiro alargamento da comunidade Europeia (CE), agora a União Europeia (UE). A Dinamarca, a Irlanda e o Reino Unido (UK) aderiram à CE em 1 de Janeiro de 1973. Gibraltar e a Gronelândia também se juntaram à CE como parte do Reino Unido e Dinamarca, respectivamente, mas as Ilhas Faroé, os Territórios Ultramarinos Britânicos e as dependências da Coroa do Reino Unido não aderiram à CE.
A Irlanda e a Dinamarca realizaram referendos, em 1972, em Maio e Outubro , respectivamente, e o Reino Unido realizou um referendo, em 1975, sobre a adesão da CE, tendo todos aprovado a adesão à CE. A Noruega planeou aderir, mas esse plano foi rejeitado em referendo realizado em setembro de 1972. A Noruega depois re-aplicou um novo pedido para se juntar à CE, mas os eleitores novamente rejeitaram a proposta no referendo de 1994.
A Gronelândia, mais tarde, retirou-se da CE , no dia 1 de janeiro de 1985, depois de um referendo em 1982. Este foi seguido pena realização de um referendo em 2016 no quadro associativo no Reino Unido, o que resultou no abandono da UE por parte do Reino Unido.